# Декоратор (повесть)
Декоратор (повесть о маньяке) — книга Бориса Акунина из серии «Приключения Эраста Фандорина». Вместе с повестью «Пиковый валет» образуют книгу «Особые поручения».
Акунин задумал серию «Приключения Эраста Фандорина» как краткое изложение всех жанров детектива, каждый роман представлял собой новый жанр.
В «Особых поручениях» фигурирует подручный Фандорина Анисий Тюльпанов — невзрачный, но способный молодой человек.

## Сюжет
1889 год. В Москве происходят неслыханные события — полиция обнаруживает одну за другой женщин с перерезанным горлом. У всех жертв отсутствуют признаки полового насилия, зато извлечены внутренние органы и аккуратно разложены на месте преступления, образуя некую «декорацию», как её называет сам преступник. На лице или шее каждой убитой красуется кровавый отпечаток поцелуя — почерк лондонского Джека-Потрошителя. Неужели серийный убийца перебрался в Москву? Найти ответ на этот вопрос предстоит, конечно же, чиновнику по особым поручениям Эрасту Петровичу Фандорину, ведь на кон поставлена его карьера. Во время расследования Эрасту Петровичу будет помогать бесстрашный Анисий Тюльпанов, который ради раскрытия преступления будет готов пожертвовать собственной жизнью…

## Возможная экранизация
В сентябре 2013 года кинокомпания «Кинослово» сообщила о начале работы над новым фильмом «Декоратор» по одноименной повести Акунина. Режиссёром фильма будет Антон Борматов, продюсером — Петр Ануров, известный по работе над одной из кассовых российских лент 2012 года «Духless». Изначально планировалось, что фильм выйдет в 2017 году, но с тех пор не появилось никакой новой информации о фильме. В роли Эраста Фандорина должен был выступать популярный российский актёр Данила Козловский.